# 奥尔斯顿街站
奥尔斯顿街站（英語：Allston Street station）位于马萨诸塞州波士顿奥尔斯顿联邦大道与奥尔斯顿街交汇路口，是马萨诸塞湾交通局运营的轻轨绿线B支线车站。车站并不提供无障碍服务。

## 历史
派卡角站至栗树山大道站间的有轨电车于1900年5月26日开通。车站站台十分狭窄，入城方向站台乘客与汽车车道间距离很近。1983年，为了给线路更换铁轨，轻轨线暂时停运，在此期间车站重新建设，为乘客提供更大的候车空间。